# Обсерватория Лазурного берега
Обсервато́рия Лазу́рного бе́рега (фр. Observatoire de la Côte d'Azur, OCA) образовалась в 1988 году в результате слияния двух обсерваторий:
- Обсерватория Ниццы
- CERGA — Исследовательский центр в области геодинамики и астрометрии (фр. Centre de recherches en géodynamique et astrométrie).

## Научная деятельность
Научную деятельность обсерватории можно разделить на четыре направления:
- фр. L' unité Artémis занимается обнаружением гравитационных волн в сотрудничестве с VIRGO.
- фр. L' unité Cassiopée — смешанная группа, разделенная на пять команд по направлениям: планетология, звёздная физика, космология и анализ данных, жидкости и плазма, турбулентность и космология.
- Лаборатория фр. Fizeau (произошедшая в результате слияния отдела фр. Gémini и университетской Лаборатории астрофизики Ниццы — LUAN) занимается инструментами обсерватории и астрономическими наблюдениями с использованием VLTI
- фр. L’unité Géoazur — исследования в области наук о Земле.

В настоящее время[когда?] обсерваторией руководит Жак Колин (фр. M. Jacques Colin)

## Открытия
- 25 октября 2000 года Бретт Глэдман открыл Имир (спутник Сатурна).